# Figurengedicht

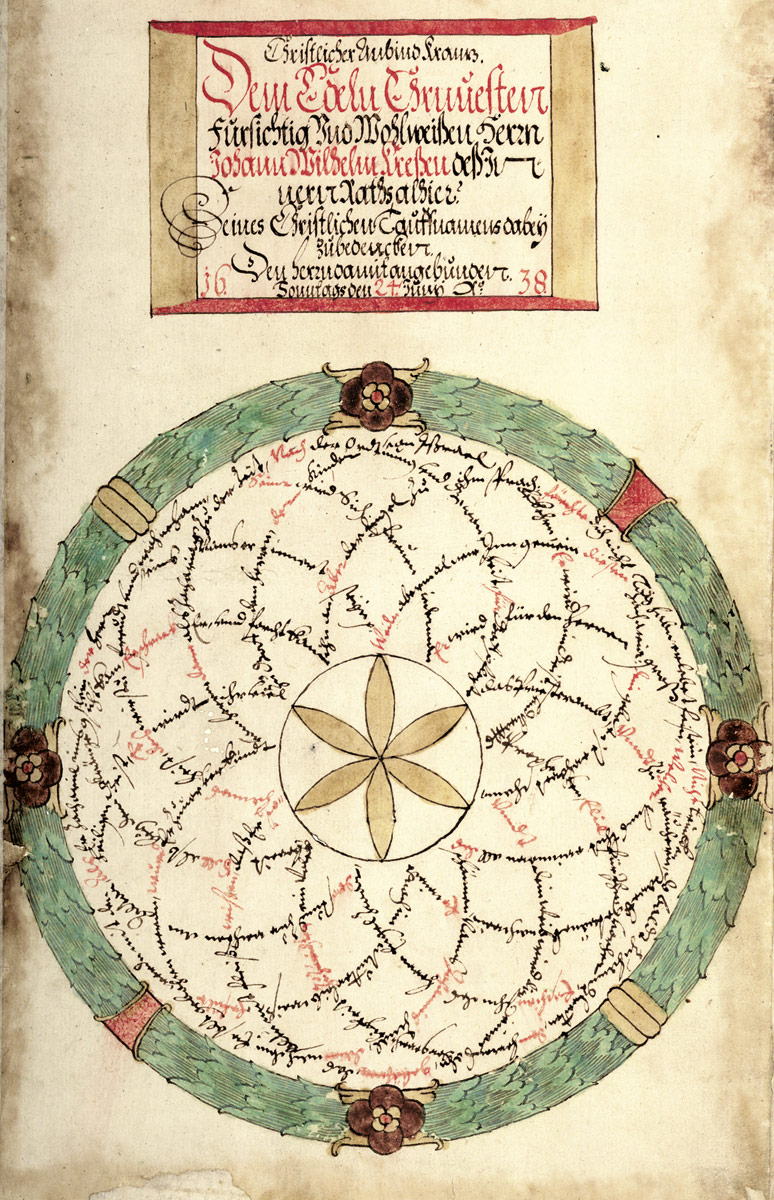
Figurengedicht in einer Handschrift von 1638

Ein Figurengedicht (auch Kalligramm  oder Carmen figuratum) ist ein Kunstwerk der Intermedialität, das aus einem Gedicht besteht, zu dessen Funktionieren als „literarischem Text“ die grafische Gestaltung des Textkörpers als weiteres funktionales Formelement hinzutritt, um zusätzlich zum Text, der als solcher unabhängig von seiner jeweils variierenden schriftlichen Gestaltung existiert, ein visuell zu erfassendes Wahrnehmungsobjekt mit eigener Bedeutungsebene und eigenem Ausdruckswert aufzubauen, so dass durch das Zusammenwirken von Dichtkunst und bildender Kunst ein materiales Artefakt uneindeutiger medialer Zugehörigkeit entsteht.

## Geschichte
Griechische und lateinische Figurengedichte, Technopaignia (Einzahl Technopaignion, aus τέχνη/techne „Kunst“ und παίγνιον/paignion „Spiel“, „Spielzeug“, „Scherzgedicht“), deren Textform den inhaltlichen Gegenstand abbildet, sind seit der Antike bekannt.
Die überlieferten griechischen Technopaignia sind in einer Sammelhandschrift zusammengestellt und aus ihr in das Buch 15 der Anthologia Palatina übernommen. Berühmte Beispiele sind:
- Simias: Pteryges („Flügel“), Pelekys („Axt“), Oion („Ei“)
- (Pseudo-)Theokrit: Syrinx („Panflöte“, in einer verrätselten Sprache verfasst)
- Dosiadas: Bomos („Altar“, in Rätselsprache)
- Besantinos: Bomos („Altar“, in Rätselsprache).

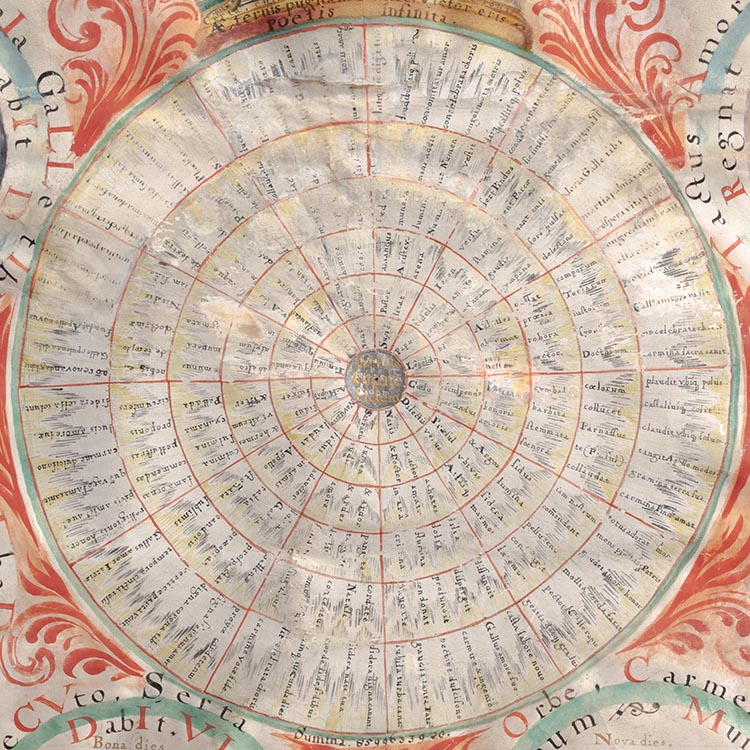
Poesierad von Johannes Paschenius als Rückseite auf dem Kasel (Messgewand) aus dem Kloster St. Gallen 1684/85

Als Figurengedichte werden auch Gittergedichte aus Ägypten verstanden. Ferner wurden Zauberformeln oder Inschriften (beispielsweise in Pompeji) oft in kunstvoller, z. T. rätselhafter Form geschrieben oder gezeichnet.

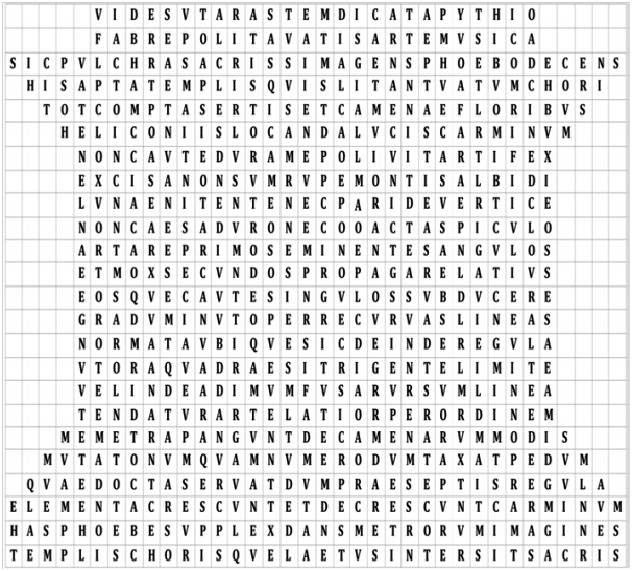
Figurengedicht des Publilius Optatianus Porfyrius

Antike Autoren lateinischer Figurengedichte sind Publilius Optatianus Porfyrius, der einen besonderen Formenreichtum zeigt und für die weitere Gattungsentwicklung maßgeblich wurde, oder, schon an der Grenze zum Mittelalter, Venantius Fortunatus.

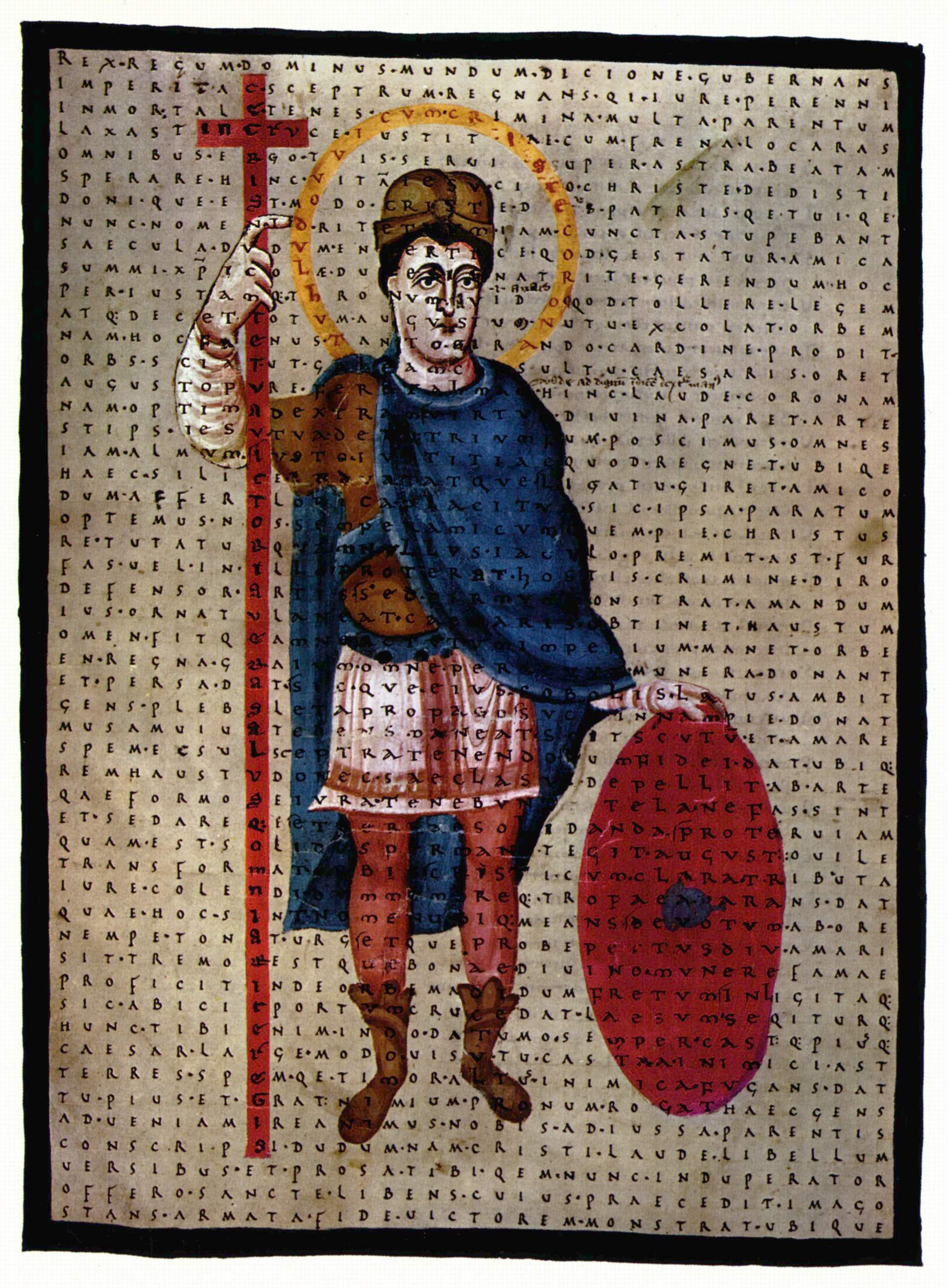
Widmungsgedicht an Ludwig den Frommen aus De laudibus sanctae crucis des Hrabanus Maurus in der Handschrift Wien, Österreichische Nationalbibliothek, Cod. 652 (ca. 840)

Vor allem christliche Dichter der Spätantike und des frühen Mittelalters verfassten Figurengedichte, meist als religiös inspirierte Gittergedichte (versus cancellati). Die Gittergedichte bestanden aus einem Buchstabenraster, wie man es heute von Wortsuch-Rätseln in Zeitschriften kennt. Als Versmaß wird nahezu ausschließlich der daktylische Hexameter verwendet, wobei die Kunst zunächst einmal darin besteht, Verse von exakt gleicher Buchstabenzahl zu generieren. Dazu kommen als weitere Schwierigkeit die sogenannten „In-Texte“ mit besonders wichtigen Aussagen, die innerhalb  dieses Rasters durch geometrische Figuren, häufig in der Form eines Kreuzes oder eines anderen christlichen Motivs, oder durch Buchstaben oder Zeichnungen ausgegrenzt und oft farblich hervorgehoben werden. Die so markierten Buchstaben haben somit eine Doppelfunktion, da sie Elemente sowohl des Grundtextes als auch des In-Textes sind. Die Anzahl der verwendeten Buchstaben ging zudem häufig auf zahlenmystische Überlegungen zurück, so dass in einem einzigen Figurengedicht oftmals mehrere Sinnebenen zu finden sind. Bei den sogenannten carmina quadrata stimmt die Verszahl mit der Buchstabenzahl der Verse überein.
Im Frühmittelalter erfreute sich der Formtyp des Figurengedichts einer besonderen Beliebtheit. Verfasser solcher oft auch anonym überlieferter Gedichte sind etwa Bonifatius, Lull, Alkuin, Theodulf von Orléans, Milo von Saint-Amand, Iosephus Scottus und Eugenius Vulgarius. Unübertroffen an Komplexität und theologischem Gehalt ist das Buch De laudibus sanctae crucis („Vom Lob des heiligen Kreuzes“, 825/826) mit 28 Kreuzgedichten, verfasst von dem Gelehrten und späteren Abt von Kloster Fulda und Erzbischof von Mainz Hrabanus Maurus (780–856).
In byzantinischer Zeit nannte man die Gittergedichte, wegen ihrer ineinander verwobenen Intexte, „gewebte Verse“ (στίχοι υφαντοί).
Ihre größte Blütezeit erlebten die Figurengedichte jedoch erst in der manieristischen Lyrik des Barock, und zahlreiche damalige Dichter wie z. B. Catharina Regina von Greiffenberg und Theodor Kornfeld wetteiferten auf diesem Gebiet.

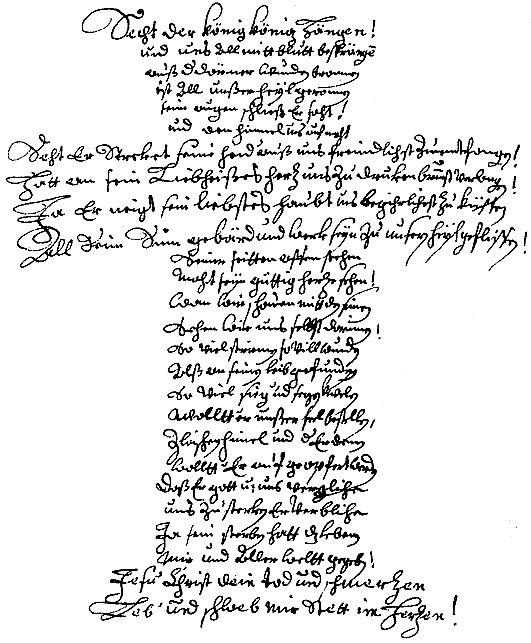
Greiffenbergs Über den gekreuzigten Jesus in der Handschrift …
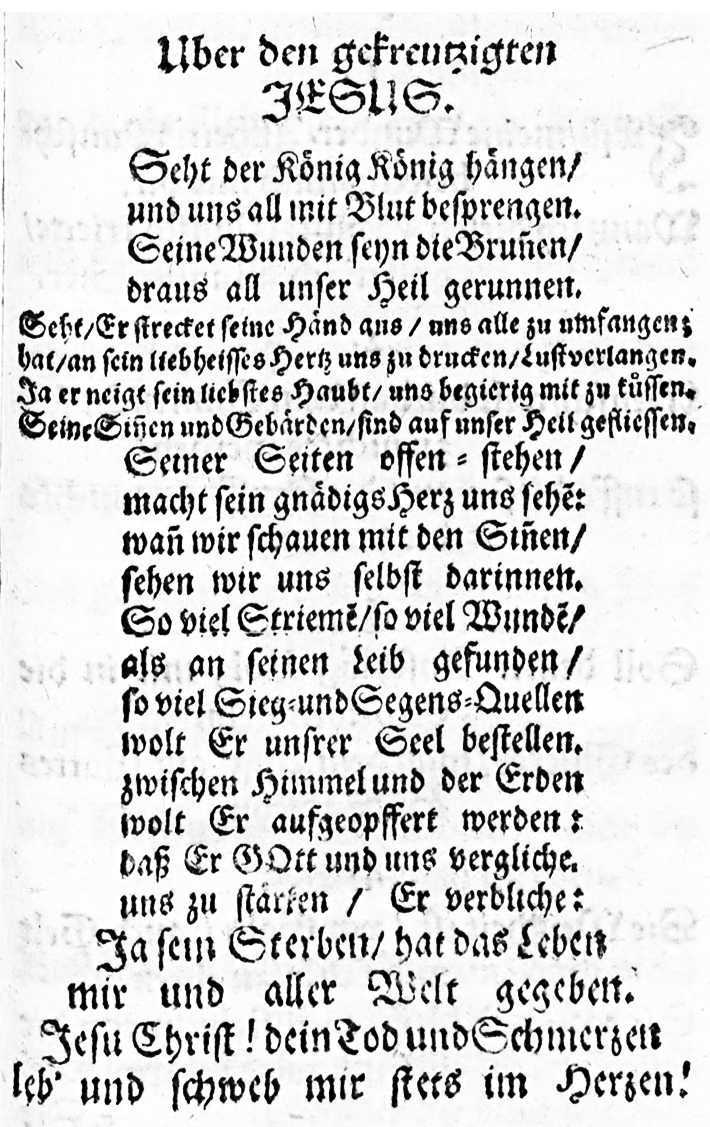
… und im Druck
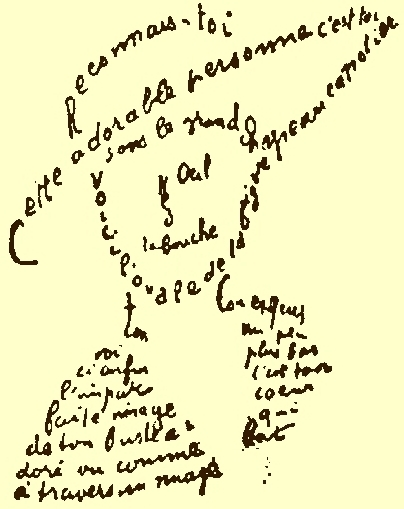
Gedicht aus den Poèmes à Lou von Apollinaire
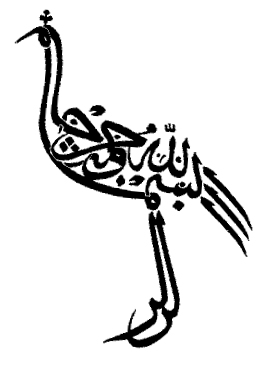
Arabischer Text in Gestalt eines Storches, 1604–1605
Basmala in Form einer Birne

Beispiele aus neuerer Zeit finden sich bei den französischen Dichtern Guillaume Apollinaire und Stéphane Mallarmé (Un Coup de dés jamais n’abolira le Hasard (1897)), bei Autoren der konkreten Poesie wie etwa Eugen Gomringer, bei Ernst Jandl, Erich Fried (z. B. „Taktfrage“) sowie bei Christian Morgenstern:
 Das Figurengedicht stellt einen der möglichen Formtypen der visuellen Poesie und gegebenenfalls auch der konkreten Poesie dar.